# Jeriša
Jeriša je priimek v Sloveniji, ki ga je po podatkih Statističnega urada Republike Slovenije na dan 1. januarja 2010 uporabljalo 6 oseb.

## Znani nosilci priimka
- France Jeriša (1829—1855), pesnik
- France Jeriša, psevdonim Jožeta Javorška